# In Name Only
In Name Only (pt Engano Nupcial; br Esposa Só no Nome) é um filme estadunidense de 1939, do gênero drama romântico dirigido por John Cromwell.

## Sinopse
Um homem rico se apaixona por uma viúva, mas não conta a ela que na verdade ele é casado, só no papel.

## Elenco
- Carole Lombard ...  Julie Eden
- Cary Grant ...  Alec Walker
- Kay Francis ...  Maida Walker
- Charles Coburn ...  Richard Walker
- Helen Vinson ...  Mrs. Suzanne Duross
- Peggy Ann Garner ... Ellen Eden